# Ézéchiel (pièce de théâtre)
Pour les articles homonymes, voir Ézéchiel (homonymie).
Ézéchiel est une pièce de théâtre d'Albert Cohen publiée en 1930 dans Palestine-Nouvelle, revue juive et représentée pour la première fois en 1931 au Théâtre de l'Odéon pour une seule représentation puis reprise en 1933 à la Comédie Française.

## Personnages
- Ezéchiel
- Jérémie
- Quelques Silhouettes de ghetto (muets)[2]

## Résumé
Le fils unique du vieil Ézéchiel Solal est mort sur le bateau qui le ramenait auprès de son père. Jérémie, tendre rêveur poussé par le besoin d'argent, a accepté d'annoncer à Ézéchiel la nouvelle. Ézéchiel est un riche banquier, l'un des chefs de la communauté juive de Céphalonie.
Cohen met en scène deux hommes qui font tout simplement face à l'adversité - à la mort et à la pauvreté, à l'inéluctable vulnérabilité de la condition humaine - du mieux qu'ils peuvent.

## Réception
Lorsque la pièce fut montée pour la première fois par la Comédie-Française en 1933, elle s'attira les foudres d'association antisémites qui y voyaient l'apologie de la « culture juive », ainsi que d'une bonne partie de la communauté juive qui trouvait que la pièce tournait en dérision cette même « culture juive ». Lorsque la pièce fut à nouveau montée au milieu des années 1980, elle suscita les mêmes réactions outrées, la plupart des critiques se focalisant sur une vague « question juive ».

## Mises en scène
- 1931 : Théâtre de l'Odéon (Une seule représentation)
- 1933 : Comédie Française (Dix représentations)
- 1985 : mise en scène Michel Touraille, Théâtre Quotidien de Montpellier[6]

## Prix
- Premier prix de la pièce en un acte[7]